# はれちゃった歌種日和
『はれちゃった歌種日和』（はれちゃったうたたねびより）は、2006年12月27日 - 2007年6月20日に放送されていたインターネットラジオ番組。

## 番組概要
2006年12月27日から2007年6月20日まで、インターネットラジオ配信サイト超!放送局にて隔週に配信。
パーソナリティは霜月はるか、片霧烈火、茶太。
番組名の由来は第1回目の放送より、パーソナリティである三人の名前の一部、霜月はるかの「は」、片霧烈火の「れ」、茶太の「ちゃた」が由来。

## 番組コーナー

### 歌種交換日記
三人が身の回りで起こった出来事を交換日記風に報告するコーナー
- テーマ「お気に入り」
  - 第1回 霜月はるか（キーワード：懐中時計）
  - 第2回 片霧烈火（キーワード：「ですよねぇ」）
  - 第3回 茶太（キーワード：アロマ）
- テーマ「旅行」
  - 第4回 霜月はるか（キーワード：バスに揺られて12時間）
  - 第5回 片霧烈火（キーワード：ミニーちゃん）
  - 第6回 茶太（キーワード：飛行機）
- テーマ「健康」
  - 第7回 霜月はるか（キーワード：半身浴）
  - 第8回 片霧烈火（キーワード：気合い）
  - 第9回 茶太（キーワード：玄米）

### 歌種音楽BOX
三人がお勧めの音楽や思い出の一曲を紹介するコーナー
- 第1回 片霧烈火「未来空想」
- 第2回 idea（茶太、柳英一朗）「カニパンマン」
- 第3回 霜月はるか「月追いの都市」
- 第4回 みとせのりこ「天の鈴」
- 第5回 石橋優子「River 〜行雲流水〜」
- 第6回 霜月はるか『ティンダーリアの種』より「護森人」「花祭りの娘」「祈りの種」
- 第7回 茶太『murmur』より「黄昏小道」「ハッピーエンド」「内緒箱の夢」
- 第8回 雪月（癒月）「Fortunate snow」
- 第9回 片霧烈火『キネマ・イン・ザ・ホール』より「キネマ・イン・ザ・ホール」「“きねまむかしばなし「あなぼっこ」”」
- 第10回 love solfege「0.9999」、霜月はるか「ファンタスマゴリア」
- 第11回 みとせのりこ「花の季節」「ちいさい秋みつけた」
- 第12回 Rita「Sonic Dash!」
- 第13回 love solfege「フタリノワタシ」
- 第14回 茶太「Bravery 〜辿り着きたい君へ〜」

### 歌種標語
リスナーから送られてきた悩み事や頑張っている事のメールに対して三人が標語を作るコーナー
ゲスト
- みとせのりこ（第4回・第11回）
- 石橋優子（第5回）
- 下村陽子（第7回）
- 癒月（第8回）
- 弘田佳孝（第9回）
- 観月あんみ（第10回・第13回）
- Rita（第12回）
- 真理絵（第13回）

### 歌種たより
番組に届いた質問やリクエスト、ふつおたなどを紹介するコーナー